# 嘉陵江
嘉陵江，古称阆水、渝水，是长江上游的支流，发源于陕西省宝鸡市凤县西北凉水泉沟，因其西源西汉水流经礼县的嘉陵关（嘉陵关即赵王嘉陵墓所在地，故名嘉陵关）而得名。
上源为西汉水和白龙江，白龙江发源于四川省若尔盖县的郎木寺；西汉水发源于秦岭西南，因在汉江之西，故称西汉水。直至陕西省略阳县两河口以下始称嘉陵江。与白龙江相汇于四川省广元市元坝区昭化镇，昭化以上为上游，行经高山地区，多暴雨，有“一雨成灾”之说；昭化至合川为中游，有航运之利；合川以下为下游段。至重庆朝天门注入长江，干流全长1119公里。广元以下可通航，是四川的重要航道，水运年货运量占四川内河航运年货运量的1/4，是四川重要航道之一。
嘉陵江河口流量2120立方米/秒。嘉陵江切穿華鎣山南延3支脉后，形成风光奇丽的沥鼻峽、温塘峽、观音峽之“小三峽”，于重庆汇入长江。四川省境内水力理论蕴藏量1522万千瓦，可开发水力资源551万千瓦，上游白龙江建有碧口大型水电站。江中鱼类多达163种，居四川省各河之首。广布于嘉陵江流域的紫红色砂泥岩，质地松脆，植被覆蓋率仅13.7%，水土流失严重。

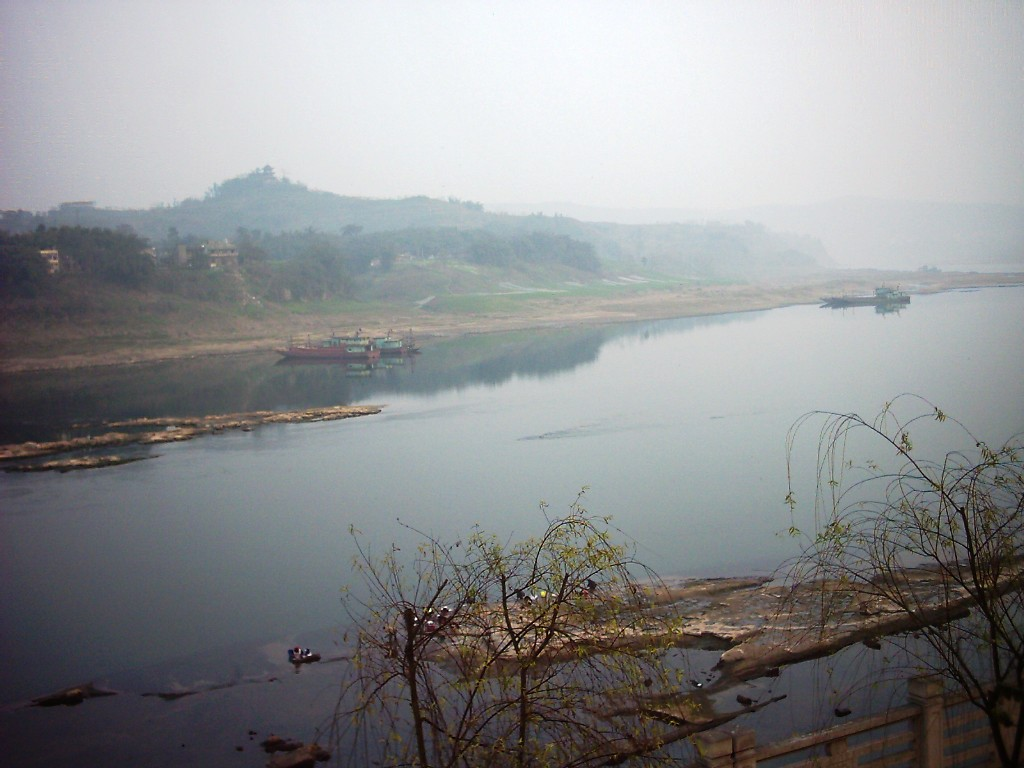
嘉陵江合川段一景

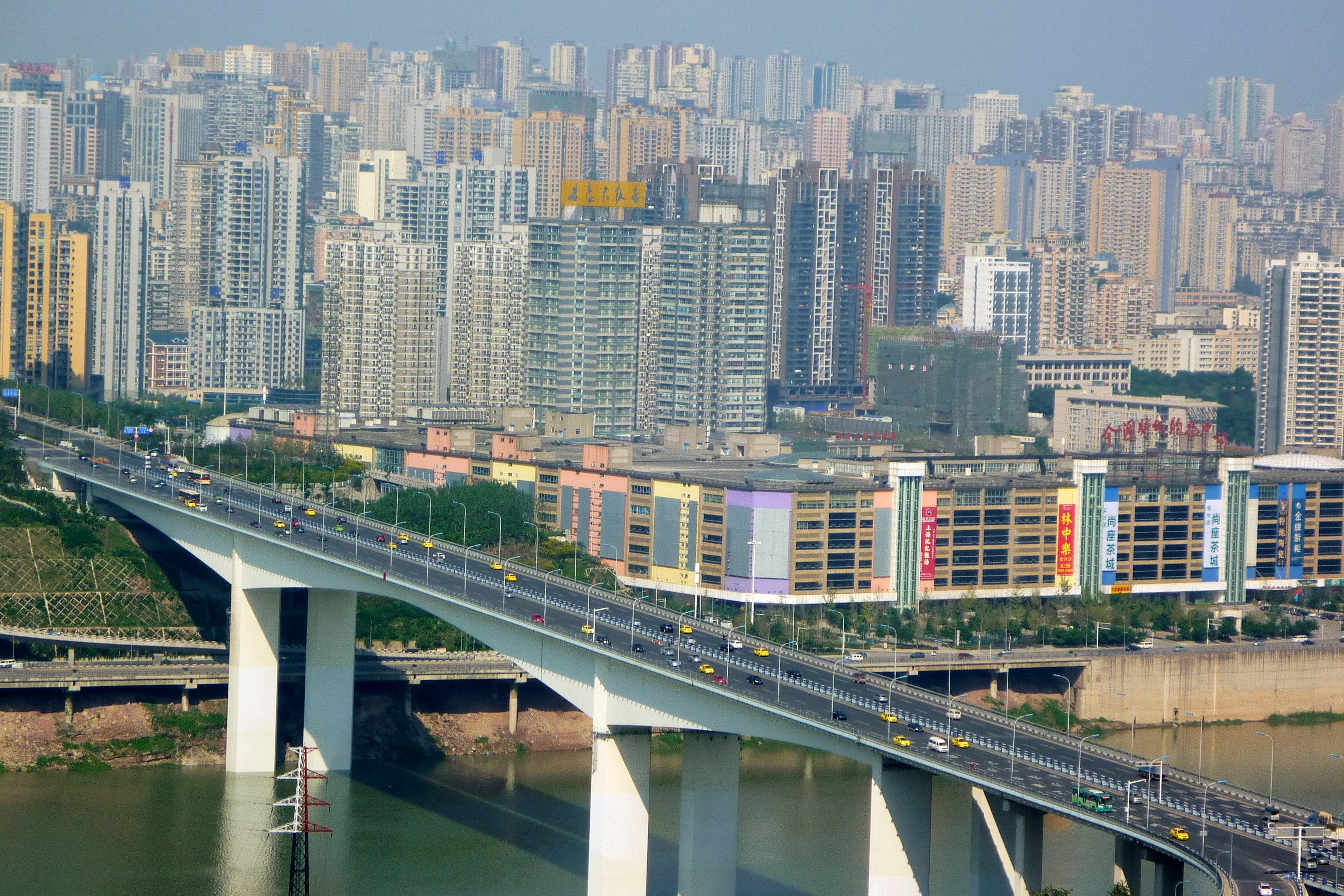
位于重庆主城区的嘉华嘉陵江大桥

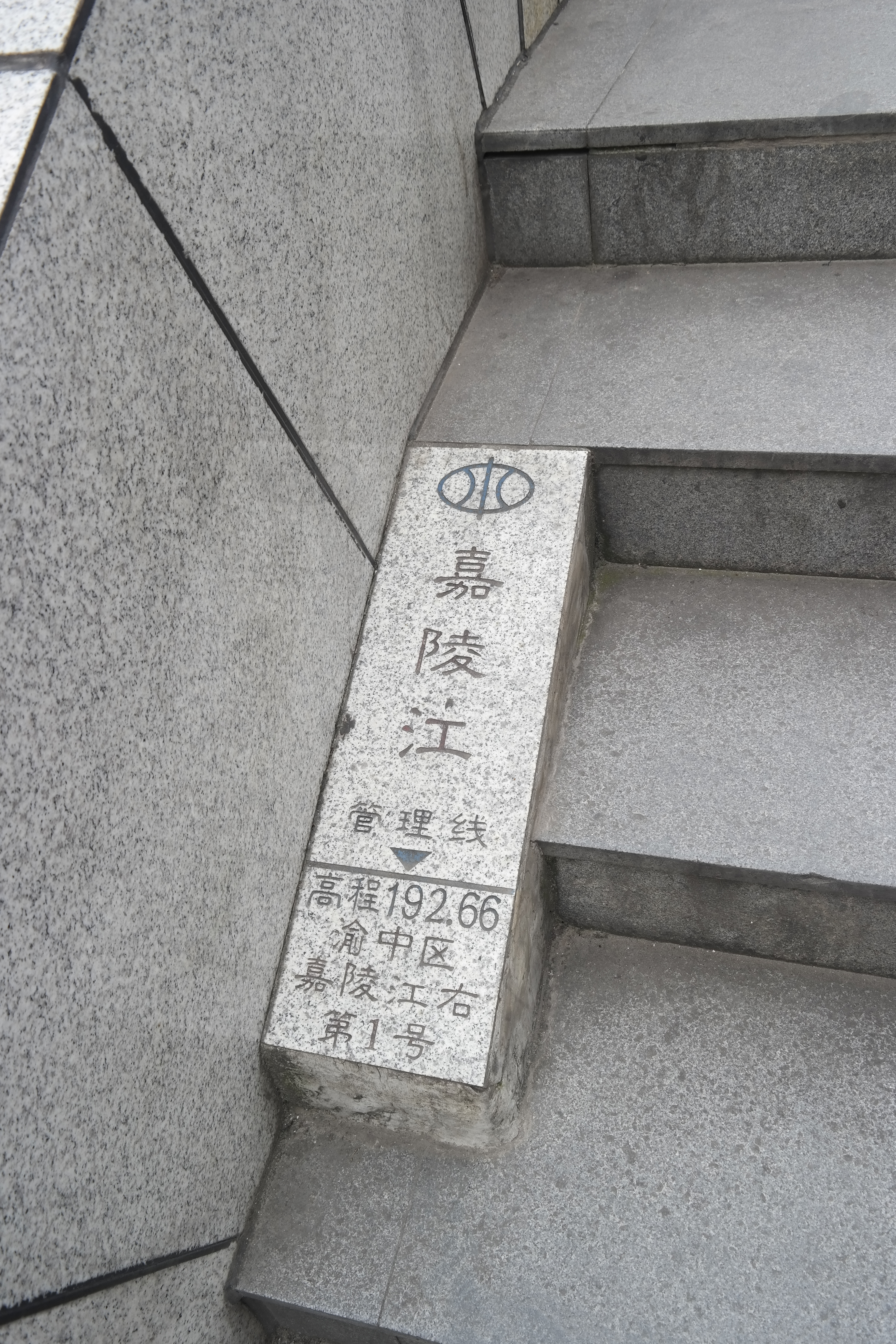
嘉陵江界碑

## 渠化
北起四川广元、南经南充到重庆的嘉陵江江段上，规划了15个相互衔接的梯级航电枢纽工程，从而造出一条从广元上船经嘉陵江到南充、重庆的“水上高速公路”。15个梯级航电枢纽中，南充占了9个，其余为广元2个、广安2个、重庆2个，均已建成或在建。
1987年开工建设的马回水电站，导致南充市到阆中的嘉陵江航道断航。

## 支流
嘉陵江支流众多，属树枝状水系，最大支流有涪江和渠江。涪江又称遂河。发源于四川省平武县境内的雪宝顶，长700公里，流域面积3.64万平方公里。水力资源372万千瓦；渠江也称潜水，发源于大巴山，至三汇镇以下始称渠江，长720公里，水力资源205万千瓦。涪江和渠江在合川汇入嘉陵江。曲流发育为其最大特征。从广元张王庙到合川龙洞沱，直线距离仅200多公里，而河道蜿蜒长达600公里，且多环形、菌形曲流。尤以南充、武胜间的河段为典型。

## 流域主要城市
- 宝鸡市
- 天水市
- 陇南市
- 广元市
- 阆中市
- 南充市
- 广安市
- 遂宁市
- 绵阳市
- 达州市
- 巴中市
- 重庆市